# Базельштаб
Базельштаб (або Базельська патериця, Базельська палиця) — пастуша або єпископська патериця на гербах сіл і міст регіону Базель у Швейцарії.
Жезлик князя-єпископа Базеля можна знайти на гербі міста Базель і кантонів Базель-Штадт, Базель-Ланд і Юра. Базельштаб Базель-Штадта чорний, а Базель-Ландшафта і Юри — червоний. Чинні єпископи Курт Кох (почесний) і Фелікс Гмюр також використовують відповідні єпископські герби.

## Походження та історія
Базельштаб представляє патерицю єпископа Базеля. На монетах Базеля палиця вперше з'являється на тонкому пфенігу, який карбували протягом тривалого періоду часу приблизно та після 1100 року. Про те, що національний герб єпископа був червоним, вперше свідчить єпископський прапор у Цюрихському гербовнику (близько 1330—1345). Геральдична форма, яка закінчується трьома кінцями внизу, вперше з'являється на штаблері, монеті вартістю півпфеніга (гелер), яка карбується в Базелі з 1373 року за власним законом монетного двору. На думку Гренсера (1866), ця форма, яка зараз є характерною для Базеля, виглядає «набагато більше схожий на опалу квітку дзвіночка […] ніж на жезл єпископа Базеля».
Йоганн фон В'єнне (правління 1365—1382) був першим єпископом, який використав базельштаб у другому гербі поряд із своїм родовим гербом у своїй печатці. Починаючи з XV століття, єпископи Базеля також використовували базельштаб у своїх гербах. Коли місто Базель почало звільнятися від влади єпископа, воно зберегло фігуру у своєму гербі. Чорний колір міського герба задокументований з другої половини XV століття, але може бути й давнішим. На гербі на фонтані Фішмаркт, що походить з кінця XІV століття, зображений чорний базельський жезл, хоча його забарвлення також може бути пов'язане з реконструкцією 1468 року.
Після того як в 1512 роц ів Ломбардії конфедерати воювали на боці папи і завоювали місто Павію, Юлій II нагородив їх чудовим «Прапором Юлія» та іншими нагородами. Відтоді мешканцям Базеля було дозволено використовувати Базельштаб у золоті. Деякі такі герби збереглися, але після Реформації вони знову стали чорними.
Поворот загину ліворуч або праворуч існував до XVІІІ століття. Розміщення було неоднорідне (навіть якщо не враховувати дзеркальні зображення через геральдичну куртуазність). З моменту поділу кантону Базель у 1832/33 роках герб Базель-Штадта мав базельштаб, геральдично вигнутий праворуч, тоді як герб Базель-Ланда був вигнутий у протилежний бік геральдично ліворуч.
До Реформації резиденція єпископа Базеля була фактично в Базелі (Базельське єпископство), потім деякий час у Порантрюї, а з ХІХ століття офіційна резиденція єпископа Базеля була в Золотурні. Єпархія досі називається Базельською єпархією, а кантони Базель-Штадт і Базель-Ландшафт зберегли на гербі єпископський жезл, незважаючи на своє реформаторське віросповідання.

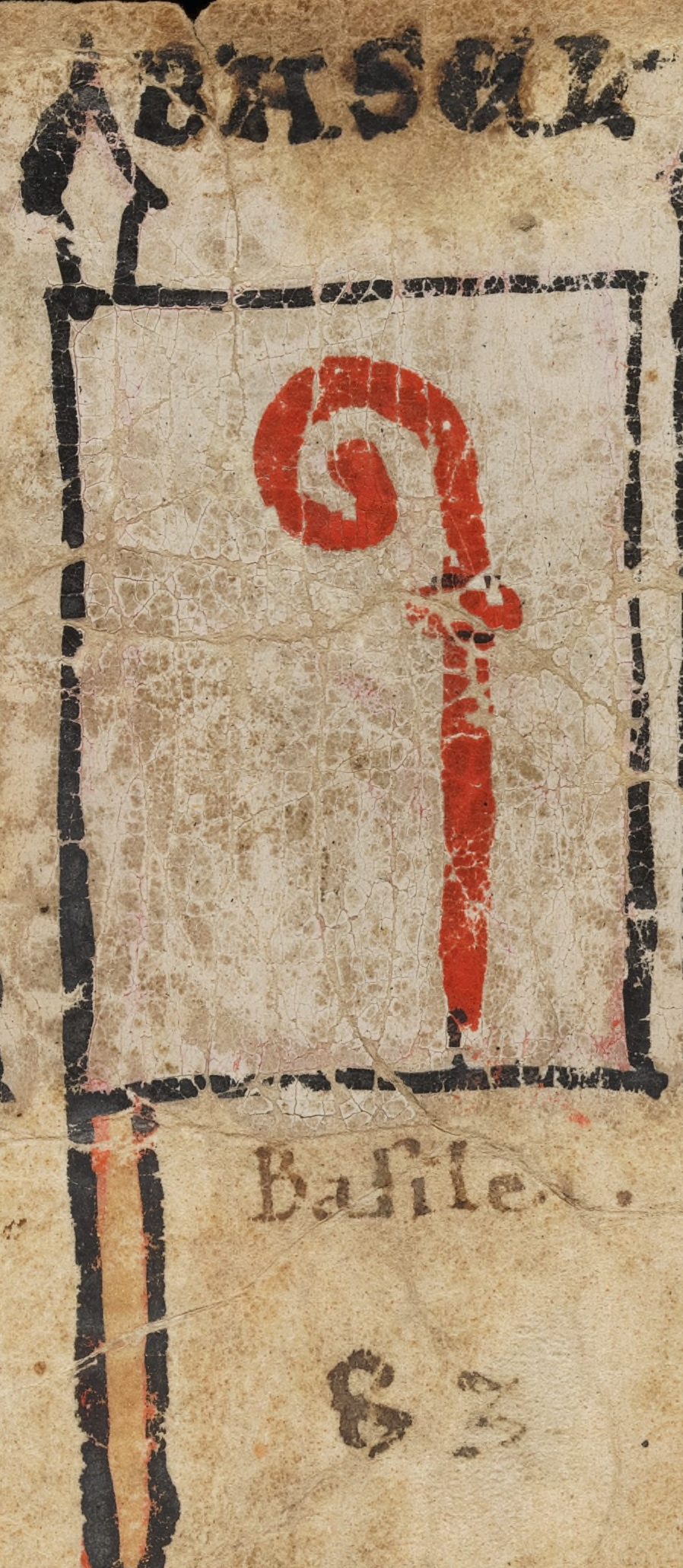
Прапор Базельської Дпархії в гербовій рулоні Цюріха, близько 1330–1345 рр.
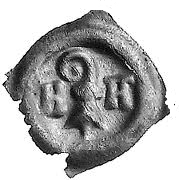
Базельський штеблер, карбований з 1373 року.
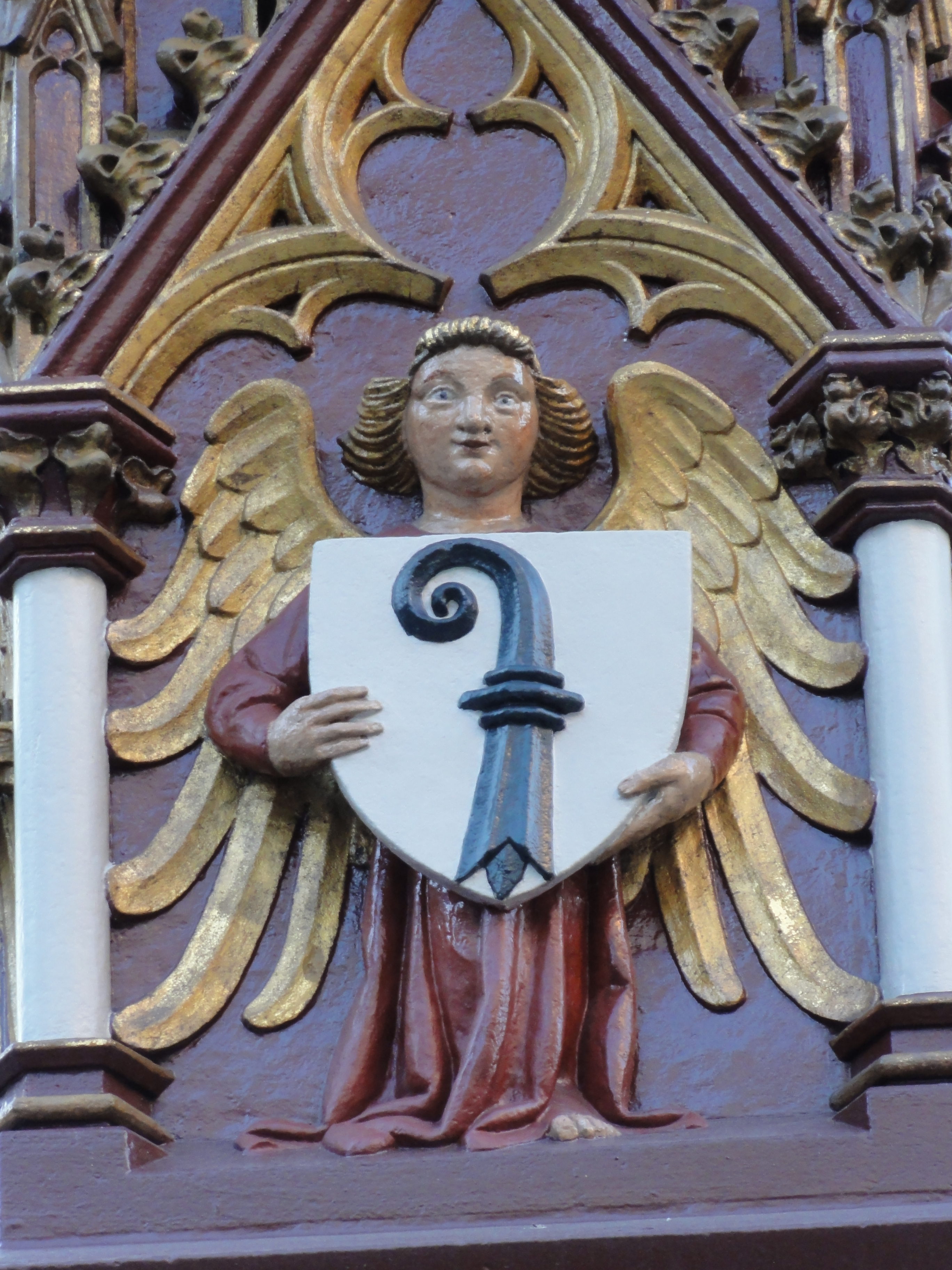
Герб на фонтані рибного ринку (близько 1390 р., відреставрований у 1468 р.)
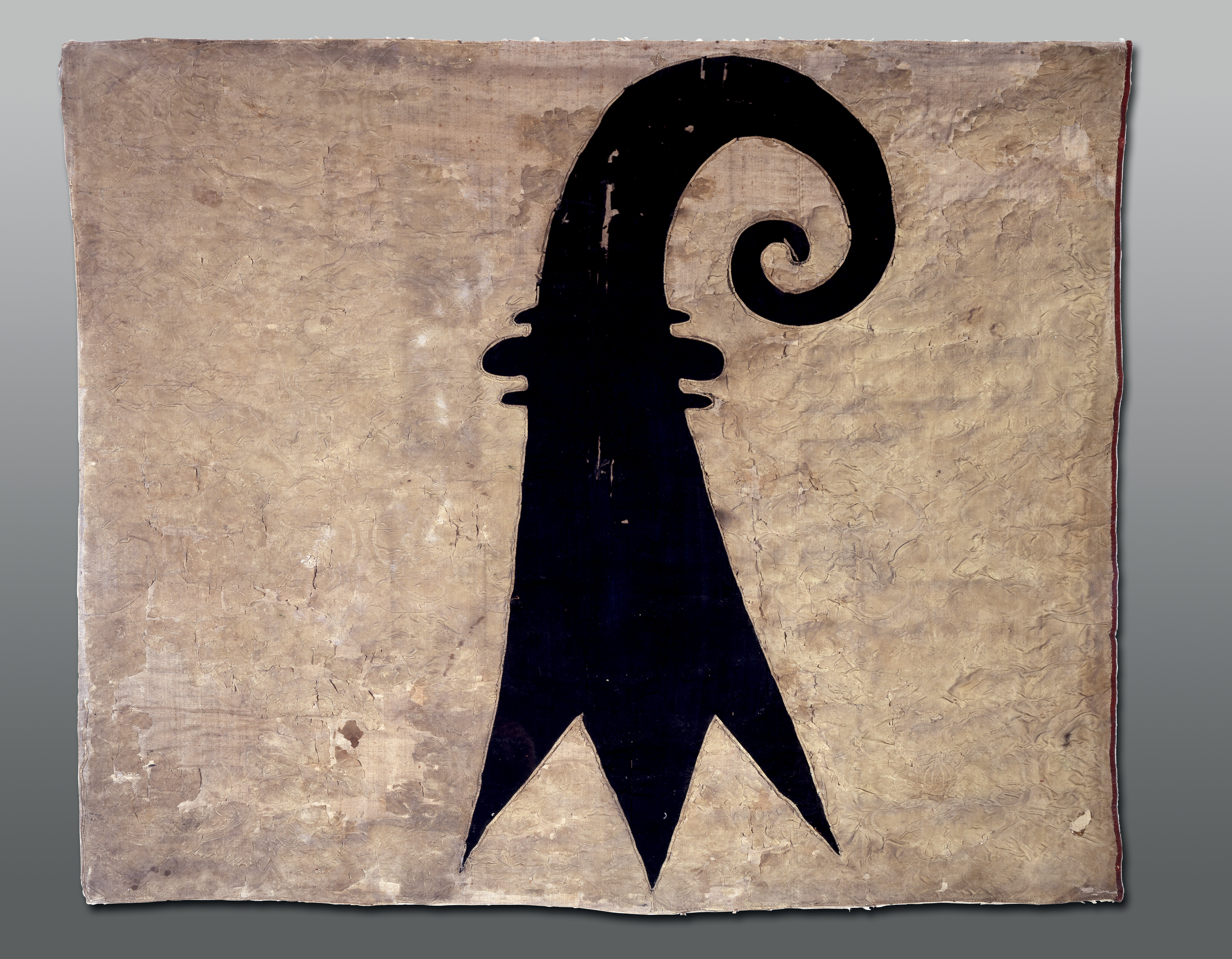
Найстаріший міський прапор Базеля, 2-а половина
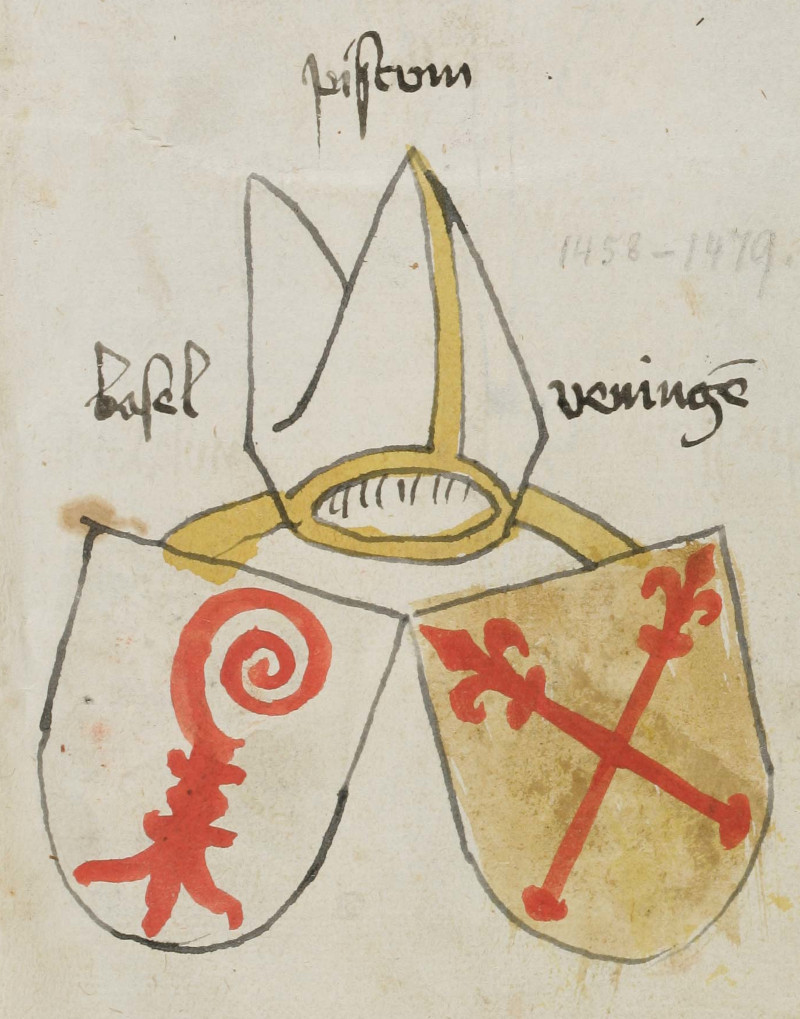
Герб Базельської Єпархії Дєпископа Йоганна В Венінгенського, р. 1458–1478 рр., з гори Абата, Сен-Галлен Ульріха Реша(1474)
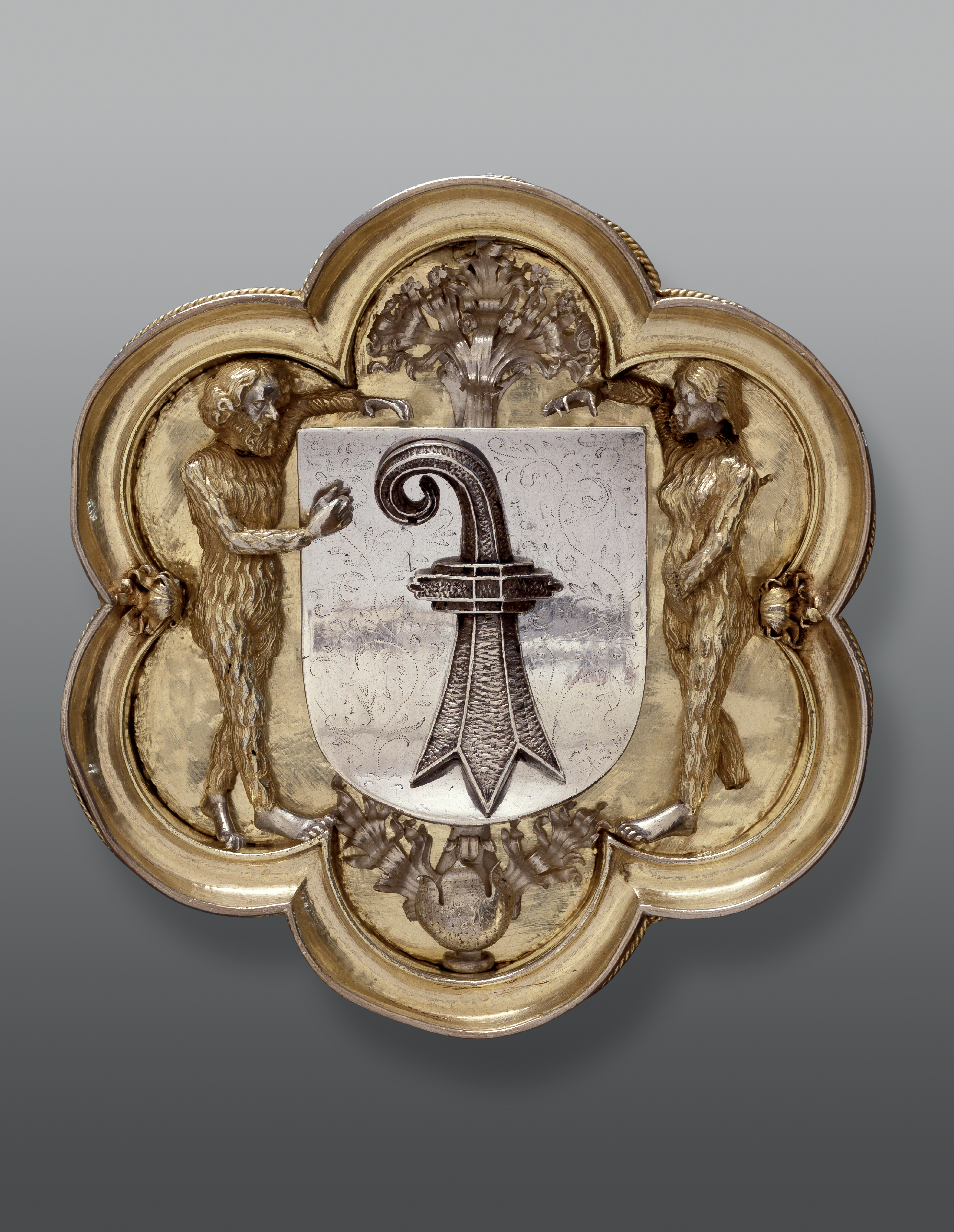
Щит Баннвартського гешефту (окружного суду) Гроссбазеля, близько 1500 року
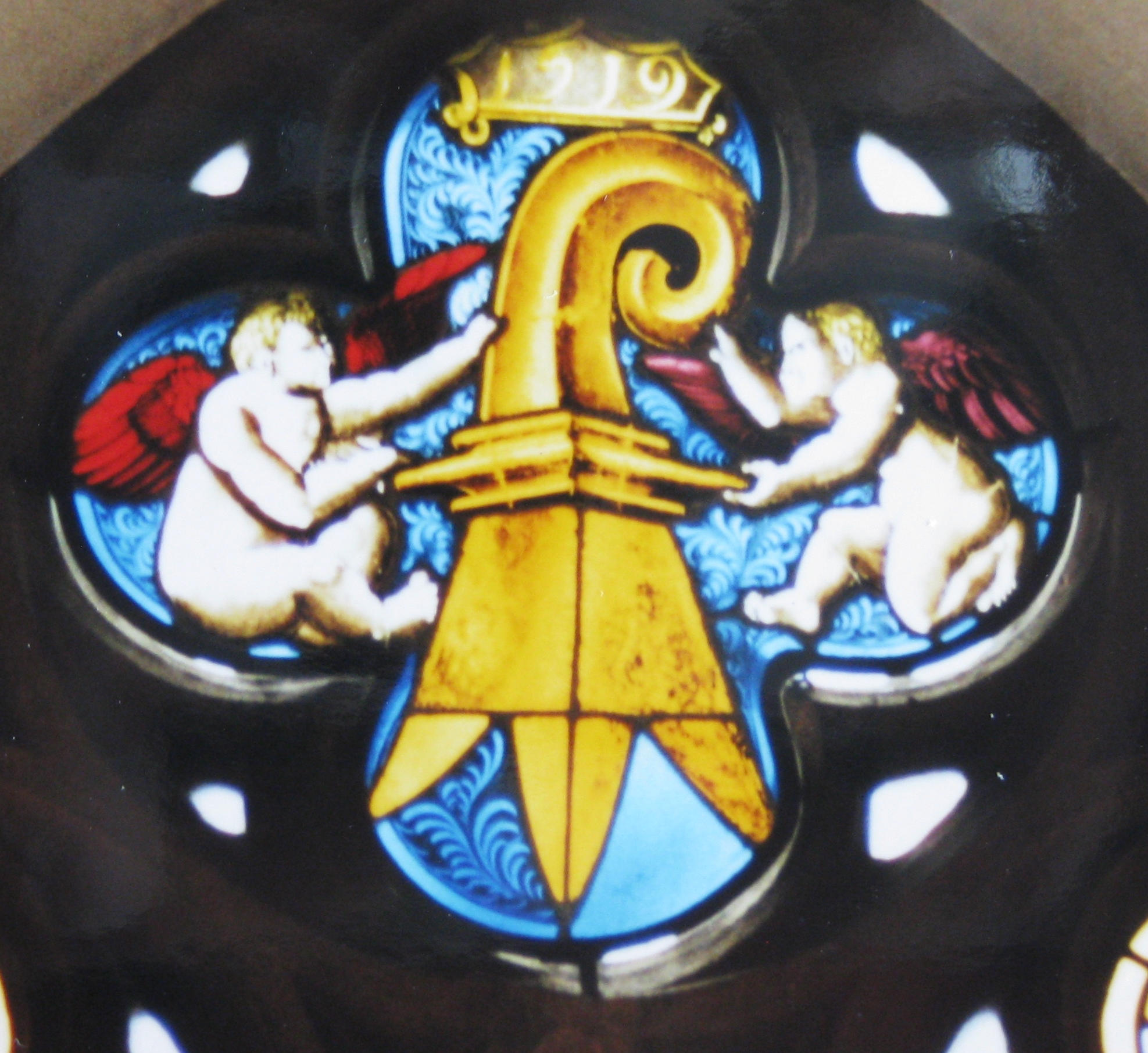
Золотий базельштаб у хорі церкви Святого Леонарда, 1519 рік

## Використання
Базельштаб можна знайти на багатьох гербах в околицях Базеля:

### Більш ранні та релігійні герби з базельштабом

Князь-Єпископство Базель
Кардинальский герб Курта Коха (кардинал), колишнього Єпископа Базеля
Єпископський герб Фелікса Ґмура, Єпископа Базеля

### Герб кантонів з базельштабом

Базель-Штадт
Базель-Ланд
Юра (кантон)

### Муніципальні герби із базельштабом (вибірка)

Базель
Беттвіль (Золотурн)
Бершвіль
Делемон
Ефрінген-Кірхен
Греллінген
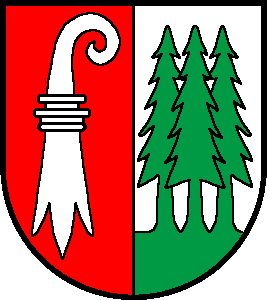
Гохвальд (Золотурн)
Ефрінген-Кірхен
Лауфен (Базель-Ланд)
Лісталь
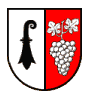
Шлінген
Рошенц
Шлінген
Стаффельфельден
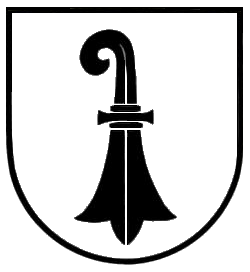
Штайненштадт
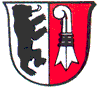
Тінген
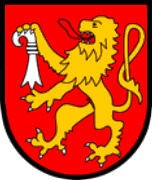
Вален (Базель-Ланд)

## Веб-посилання
- Базельштаб і його походження на altbasel.ch